# Toxicologie

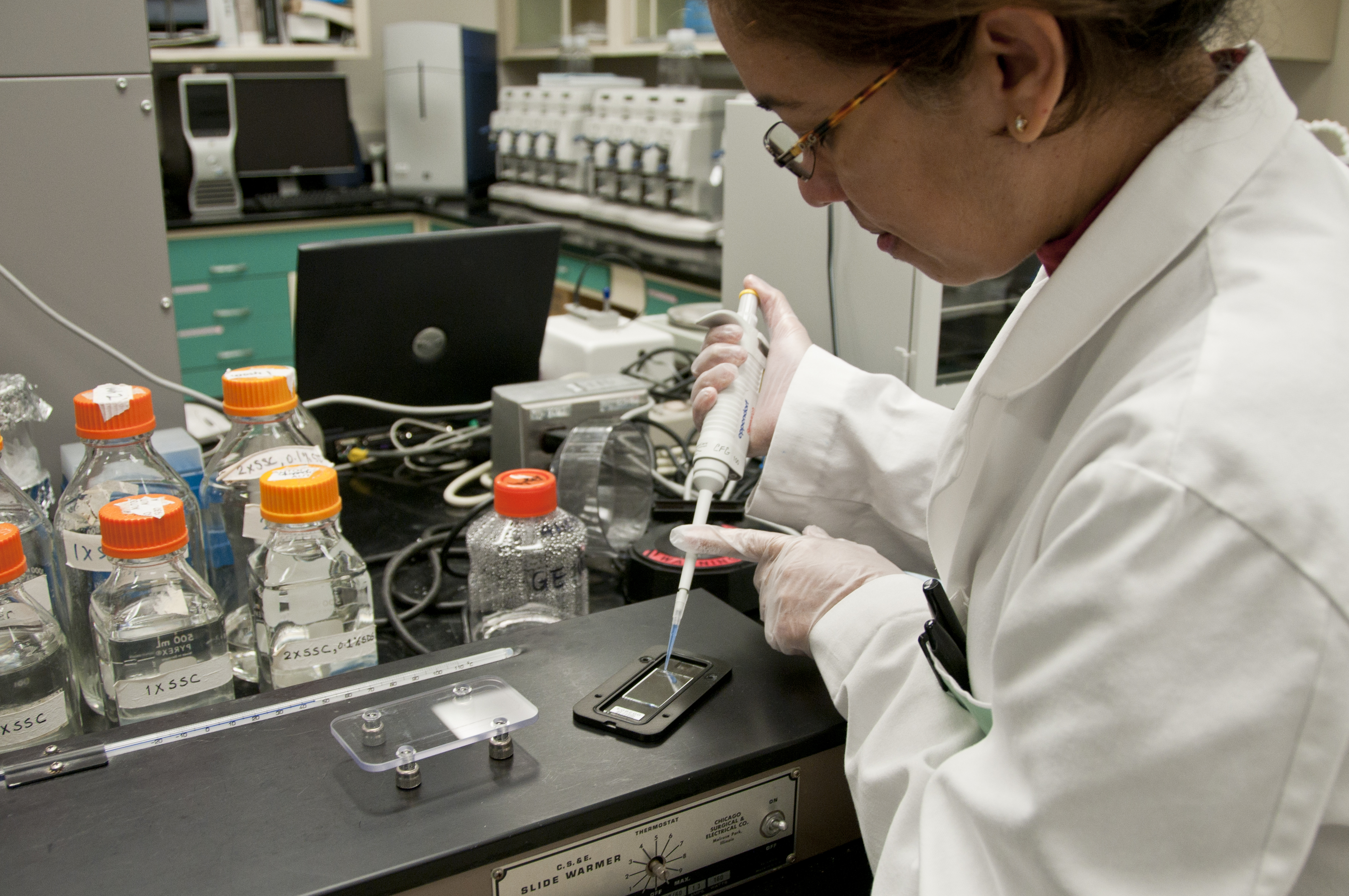
Toxicologisch onderzoek bij de FDA.

Toxicologie, vergiftenleer of giftigheidsleer bestudeert de werking van giftige stoffen op biologische systemen. Toxicologie is een deelgebied van de biologie. Waar het de invloed van vergiften op de mens betreft, is het een deelgebied van de geneeskunde. Er bestaan ook nauwe raakvlakken met de farmacologie.

## Alles is giftig
Paracelsus (Theophrastus Bombastus von Hohenheim 1493-1541) vermeldde al in de 16e eeuw dat "de dosis het vergif maakt", met andere woorden dat alles uiteindelijk giftig is, als de hoeveelheid maar groot genoeg is. Paracelsus wordt wel de grondlegger van de toxicologie genoemd. Hij was de eerste die een verband legde tussen dosis en vergiftigingsverschijnselen.
Mathieu Orfila (1787-1835) wordt de vader van de moderne toxicologie genoemd. Hij beschreef in 1813 reeds formele behandelingen van vergiftiging in zijn boek: Traité des poisons.
De giftigheid van een stof is niet direct te meten, het is alleen proefondervindelijk vast te stellen. Wat bovendien giftig is voor het ene organisme, hoeft niet giftig te zijn voor een ander organisme. In de toxicologie worden een groot aantal criteria voor giftigheid gebruikt. Een bekende manier om de giftigheid van een stof te bepalen is de LD50. Dit staat voor de letale dosis waarbij 50% van de blootgestelde organismen overlijdt. Deze maat is afhankelijk van het organisme waarop het vergif wordt getest, van het vergif zelf, van de toedieningsweg (b.v. opname door de mond, door de huid, intraveneus of via inademing) en van de lengte van de tijd waarin het vergif wordt toegediend.
Ethisch gezien is het niet acceptabel om de LD50 van stoffen bij mensen te bepalen. Daarom worden ratten en andere proefdieren gebruikt, maar ook daar zijn bezwaren tegen gerezen. Tegenwoordig wordt toxicologisch onderzoek zo mogelijk in vitro (in reageerbuizen) gedaan met celculturen en weefselfragmenten.

## Normen
Toxicologisch onderzoek is de basis voor de normstellingen van stoffen in producten. Omdat het onderzoek niet gebaseerd is op mensen, wordt er bij de normstelling een veiligheidsmarge ingebouwd, vaak een factor 10. In sommige gevallen is gebleken dat mensen juist minder gevoelig zijn voor de giftige werking van een stof. Mensen kunnen bijvoorbeeld in vergelijking met dieren opvallend goed tegen dioxinen, zoals de poging tot vergiftiging van de Oekraïense president Viktor Joesjtsjenko liet zien.

## Giftige werking
De giftigheid van stoffen ontstaat omdat de stoffen aangrijpen op biochemische reacties in het organisme. Er zijn veel verschillende giftige effecten mogelijk. Sommige stoffen zijn op zichzelf niet giftig, maar worden in het organisme (bijvoorbeeld in de lever) omgezet in metabolieten die wel giftig kunnen zijn.
Er zijn ook stoffen die niet in de chemische zin giftig zijn, maar toch kunnen leiden tot de dood van de daaraan blootgestelde persoon.
Enkele belangrijke groepen giftige stoffen naar werking zijn:
- Neurotoxinen werken in op het zenuwstelsel. Sommige vergiften die door dieren worden gebruikt om hun prooi te vergiftigen vallen in deze groep. De werking van deze vergiften is acuut.
- Carcinogene stoffen zijn kankerkansverhogend: ze verhogen de kans op kanker significant.
- Mutagene stoffen veroorzaken mutaties in het DNA, mogelijk leidend tot afwijkingen in het nageslacht.
- Teratogene stoffen veroorzaken afwijkingen bij embryo's, zaad- en eicellen.

## Milieutoxicologie
Bij milieutoxicologie gaat het om onderzoek naar het effect van chemische stoffen op ecosystemen. Ook op basis van dit type onderzoek worden normeringen opgesteld door de overheid.

## Cumulatieve effecten
- De toxicologie doet ook onderzoek naar de gezamenlijke werking van verschillende stoffen. Twee stoffen hoeven apart van elkaar niet (zwaar) giftig te zijn, maar kunnen met elkaar gemengd wel giftig worden als ze een farmacologische interactie met elkaar hebben.
- De toxicologie onderzoekt ook de effecten van langdurige blootstelling aan stoffen die niet als giftig bekendstaan maar op de lange duur de stofwisseling wel nadelig kunnen beïnvloeden. Ze onderzoekt bijvoorbeeld of brandvertragers in elektronica, weekmakers in kunststoffen en voedingsadditieven op de langere duur door bioaccumulatie mogelijk gezondheidsproblemen veroorzaken.

## Bekende toxicologen
- Jan Tytgat